# Xylodiscula librata
Xylodiscula librata is een slakkensoort uit de familie van de Xylodisculidae. De wetenschappelijke naam van de soort is voor het eerst geldig gepubliceerd in 1988 door B. A. Marshall.